# German Open 1987
Die German Open (Badminton) 1987 im Badminton fanden vom 24. Februar bis zum 1. März 1987 in Düsseldorf, Deutschland, statt. Mit einem Preisgeld von 35.000 US-Dollar wurde das Turnier in Kategorie 1 der Grand-Prix-Wertung eingestuft.

## Sieger und Platzierte
| Disziplin    | Gold                                   | Silber                       | Bronze                                |
| ------------ | -------------------------------------- | ---------------------------- | ------------------------------------- |
| Herreneinzel | Darren Hall                            | Ib Frederiksen               | Michael Kjeldsen                      |
| Herreneinzel | Darren Hall                            | Ib Frederiksen               | Sompol Kukasemkij                     |
| Dameneinzel  | Qian Ping                              | Charlotte Hattens            | Chun Sung-suk                         |
| Dameneinzel  | Qian Ping                              | Charlotte Hattens            | Lee Young-suk                         |
| Herrendoppel | Sawei Chanseorasmee Sakrapee Thongsari | Martin Dew Dipak Tailor      | Peter Buch Nils Skeby                 |
| Herrendoppel | Sawei Chanseorasmee Sakrapee Thongsari | Martin Dew Dipak Tailor      | Jan-Eric Antonsson Pär-Gunnar Jönsson |
| Damendoppel  | Lin Ying Guan Weizhen                  | Gillian Clark Gillian Gowers | Eline Coene Erica van Dijk            |
| Damendoppel  | Lin Ying Guan Weizhen                  | Gillian Clark Gillian Gowers | Chung So-young Kim Ho-ja              |
| Mixed        | Martin Dew Gillian Gilks               | Dipak Tailor Gillian Clark   | Kim Brodersen Lotte Olsen             |
| Mixed        | Martin Dew Gillian Gilks               | Dipak Tailor Gillian Clark   | Thomas Lund Pernille Dupont           |

## Finalresultate
| Disziplin    | Sieger                                 | Finalist                     | Ergebnis          |
| ------------ | -------------------------------------- | ---------------------------- | ----------------- |
| Herreneinzel | Darren Hall                            | Ib Frederiksen               | 17:16, 4:15, 15:6 |
| Dameneinzel  | Qian Ping                              | Charlotte Hattens            | 11:0, 11:2        |
| Herrendoppel | Sawei Chanseorasmee Sakrapee Thongsari | Martin Dew Dipak Tailor      | 15:12, 15:10      |
| Damendoppel  | Lin Ying Guan Weizhen                  | Gillian Clark Gillian Gowers | 15:6, 15:10       |
| Mixed        | Martin Dew Gillian Gilks               | Dipak Tailor Gillian Clark   | 15:12, 15:7       |